# (9882) Stallman
(9882) Stallman es un asteroide perteneciente al cinturón de asteroides, descubierto el 28 de septiembre de 1994 por el equipo del Spacewatch desde el Observatorio Nacional de Kitt Peak, Arizona, Estados Unidos.

## Designación y nombre
Designado provisionalmente como 1994 SS9. Fue nombrado Stallman en honor al ingeniero informático Richard Stallman, fundador del proyecto GNU y defensor y desarrollador de software libre. Creó el sistema GNU de herramientas, lo que hizo posible el sistema operativo GNU / Linux.

## Características orbitales
Stallman está situado a una distancia media del Sol de 2,393 ua, pudiendo alejarse hasta 2,829 ua y acercarse hasta 1,956 ua. Su excentricidad es 0,182 y la inclinación orbital 0,991 grados. Emplea 1352,31 días en completar una órbita alrededor del Sol.

## Características físicas
La magnitud absoluta de Stallman es 15,8. Tiene 4,234 km de diámetro y su albedo se estima en 0,039.